# Elodina egnatia
Elodina egnatia är en fjärilsart som först beskrevs av Jean Baptiste Godart 1819.  Elodina egnatia ingår i släktet Elodina och familjen vitfjärilar. Inga underarter finns listade i Catalogue of Life.